# 山本昌樹
山本 昌樹（やまもと まさき）は、日本の元アマチュア野球選手である。ポジションは投手。

## 来歴・人物
鳥取西高校では、エースとして活躍し、1971年夏の甲子園予選東中国大会準決勝に進むが、岡山東商のエースのケネス・ハワード・ライトと投げ合った末に敗れた。速球派右腕投手として注目され、同年のドラフト会議で読売ジャイアンツから5位指名されたが入団を拒否。高校同期に浜納一志がいた。
高校卒業後は松下電器に入社。1972年の産業対抗では福間納に次ぐエースとして活躍し、準決勝に進むが鐘淵化学の井本隆に完封負けを喫する。同年のドラフト会議で読売ジャイアンツから10位指名されたが入団を拒否。